# Pterocarpus amoenus
Pterocarpus amoenus là một loài thực vật có hoa trong họ Đậu. Loài này được (Wall.) Kuntze miêu tả khoa học đầu tiên năm 1891.